# Luise Rainer
Luise Rainer (ur. 12 stycznia 1910 w Düsseldorfie, zm. 30 grudnia 2014 w Londynie) – niemiecka aktorka filmowa pochodzenia żydowskiego. 
Dwukrotna laureatka Oscara.

## Życiorys

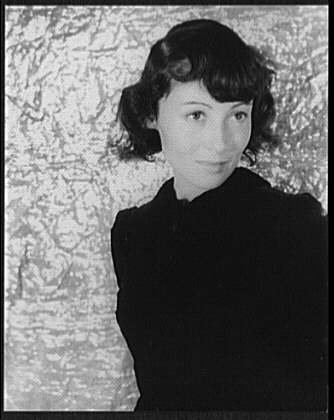
Portret Luise Rainer (1937)

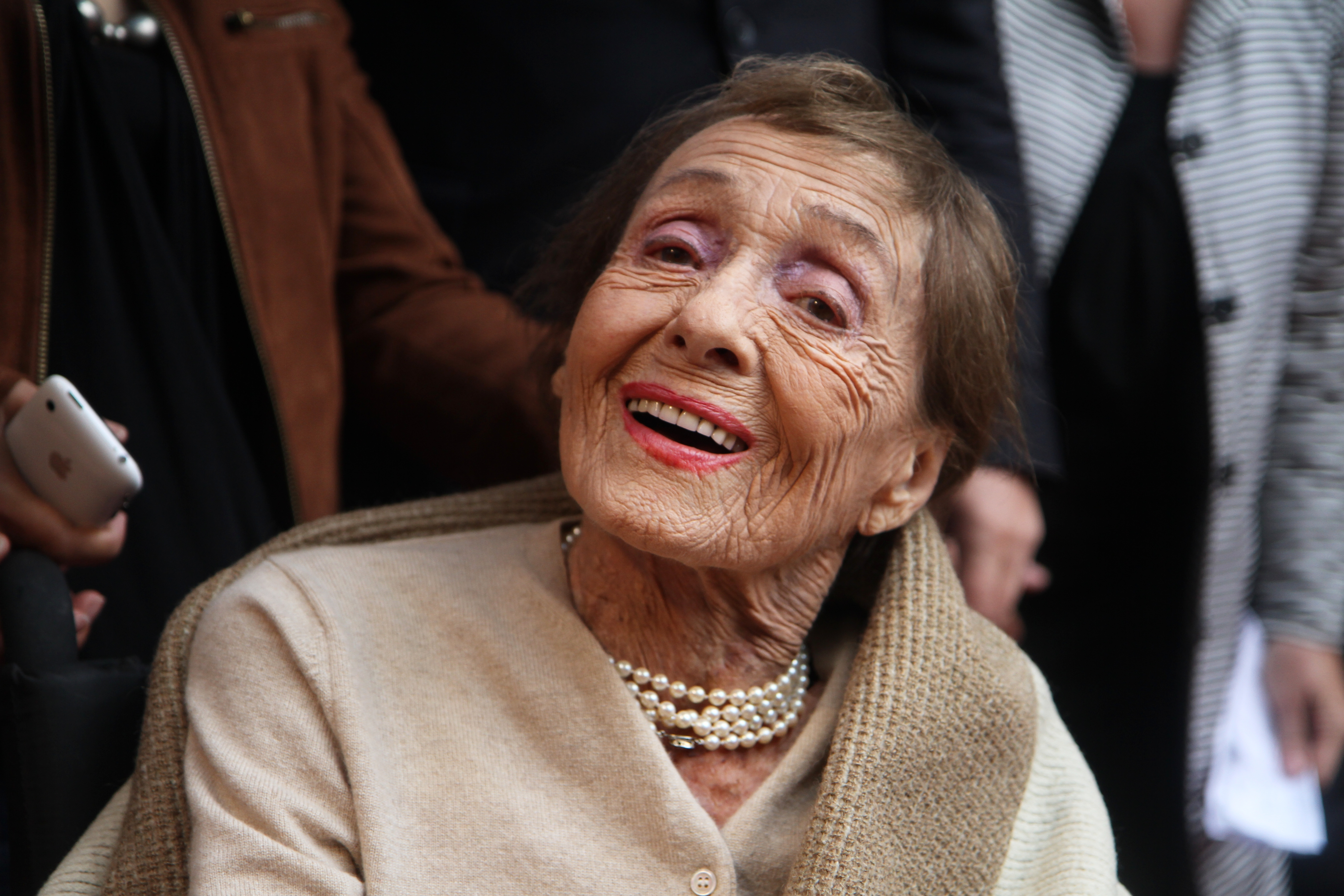
Luise Rainer we wrześniu 2011

Córka Heinricha Rainera i Emmy (z domu Koenigsberger) urodziła się w Niemczech w rodzinie żydowskiej, lecz uczyła się w Wiedniu. W początkach swej kariery w Niemczech współpracowała z Maxem Reinhardtem. W połowie lat trzydziestych wyemigrowała do Stanów Zjednoczonych, gdzie dwukrotnie otrzymała Oscara dla najlepszej aktorki w roli pierwszoplanowej – w roku 1936 i 1937. Była pierwszą i jedną z dwóch aktorek (obok Katharine Hepburn), która zdobyła to trofeum dwa razy z rzędu. Po tych sukcesach, w latach 40. ograniczyła swoje występy. W latach 80. pojawiła się gościnnie w jednym z odcinków popularnego serialu Statek miłości, a w 1997 zagrała w filmie Gracz. Wzięła również udział w dwóch ceremoniach rozdania nagród Amerykańskiej Akademii Filmowej w latach 1998 i 2003. Jest najdłużej żyjącym laureatem nagrody Oscara w historii.  Mieszkała na stałe w Londynie w posiadłości, znajdującej się przy 54 Eaton Square. Wcześniej mieszkała tam aktorka, również zdobywczyni dwóch Oscarów, Vivien Leigh.
Była jedną z ostatnich żyjących aktorek „Złotej Ery Hollywood” – lat trzydziestych. Posiada własną gwiazdę na Hollywood Walk of Fame przy 6300 Hollywood Boulevard.
Zmarła 30 grudnia 2014 w swoim londyńskim mieszkaniu na zapalenie płuc. Odeszła na 2 tygodnie przed 105. urodzinami.

## Filmografia
- 1932: Madame hat Besuch
- 1932: Tęsknota 202 jako Kitty
- 1933: Heut' kommt's drauf an jako Marita Costa
- 1935: Eskapada jako Leopoldine Dur
- 1936: Wielki Ziegfeld jako Anna Held
- 1937: Ziemia błogosławiona jako O-Lan
- 1937: Królewski świecznik jako hrabina Olga Mironova
- 1937: Wielkie miasto jako Anna Benton
- 1938: The Toy Wife jako Gilberte „Frou Frou” Brigard
- 1938: Dramatic School jako Louise Mauban
- 1938: Wielki walc jako Poldi Vogelhuber
- 1943: Zakładniczki jako Milada Pressinger
- 1949: By Candlelight
- 1954: Der erste Kuß
- 1977–86: Statek miłości (serial TV) jako Dorothy Fielding (gościnnie, 1984)
- 1987: A Dancer jako Anna
- 1997: Gracz jako babcia

## Nagrody
- Nagroda Akademii Filmowej
  - Najlepsza aktorka pierwszoplanowa: 1938 Ziemia błogosławiona
  - 1937 Wielki Ziegfeld